# Liste der Naturdenkmäler in Villnöß
Die Liste der Naturdenkmäler in Villnöß (italienisch Funes) enthält die acht als Naturdenkmal ausgewiesene Objekte auf dem Gebiet der Gemeinde Villnöß in Südtirol.
Basis ist das im Internet einsehbare offizielle Verzeichnis der Naturdenkmäler in Südtirol (Stand: 23. Januar 2015). Dabei kann es sich um botanische, geologische oder hydrologische Naturdenkmäler handeln. Die Reihenfolge in dieser Liste orientiert sich an der ID, alternativ ist sie auch nach dem Namen sortierbar.
Siehe auch Liste der Baudenkmäler in Villnöß.

## Liste
| Foto |                 | Name                                                        | Standort                                   | Beschreibung |
| ---- | --------------- | ----------------------------------------------------------- | ------------------------------------------ | --- |
| ja   | Datei hochladen | eine Edelkastanie beim Brunnerhof (Naven/Nafen) ID: 108_G01 | 46° 39′ 9″ N, 11° 36′ 48″ O                | Botanisches Naturdenkmal: Kastanie |
| BW   | Datei hochladen | ein Nussbaum in Teis ID: 108_G02                            | 46° 39′ 8″ N, 11° 37′ 17″ O                | Botanisches Naturdenkmal: Walnussbaum 2017 gefällt |
| ja   | Datei hochladen | eine Robinie beim Mantinghof (Pardell) ID: 108_G03          | 46° 38′ 18″ N, 11° 38′ 47″ O               | Botanisches Naturdenkmal: Robinie |
| BW   | Datei hochladen | 2 Ahorne und 1 Esche beim Obermantinghof ID: 108_G04ex      | 46° 38′ 33″ N, 11° 43′ 11″ O St. Magdalena | Botanisches Naturdenkmal: St. Magdalena – Obermanting Hof, unterhalb des Hofes Der Zustand der Bäume sowie deren Standorte haben sich im Laufe der Zeit stetig verschlechtert. |
|      | Datei hochladen | 1 Nussbaum ID: 108_G05                                      | Koordinaten fehlen! Hilf mit.              | Botanisches Naturdenkmal: Nussbaum Laut Angabe von Einheimischen wurde der Baum gefällt                                                                                        |
| ja   | Datei hochladen | eine Esche beim Obermantinghof (St. Magdalena) ID: 108_G06  | 46° 38′ 33″ N, 11° 43′ 11″ O               | Botanisches Naturdenkmal: Esche |
| ja   | Datei hochladen | Flitzerwasserfall ID: 108_G07                               | 46° 37′ 36″ N, 11° 39′ 27″ O               | Hydrologisches Naturdenkmal: Wasserfall |
| ja   | Datei hochladen | Flitzereisenquelle ID: 108_G08                              | 46° 36′ 47″ N, 11° 40′ 0″ O                | Hydrologisches Naturdenkmal: Quelle |

| Foto: | Fotografie des Naturdenkmals. Klicken des Fotos erzeugt eine vergrößerte Ansicht. Daneben finden sich zwei Symbole: |
| ID    | Identifikator bei der Abteilung Natur, Landschaft und Raumentwicklung der Südtiroler Landesverwaltung               |